# Indien i olympiska vinterspelen 1998
Indien deltog endast med en deltagare vid de olympiska vinterspelen 1998 i Nagano.
Landets enda deltagare var den då 16-åriga Shiva Keshavan som deltog i singelklassen för herrar i rodel. Keshavan erövrade inte någon medalj.